# Senoculus robustus
Senoculus robustus är en spindelart som beskrevs av Arthur M. Chickering 1941. Senoculus robustus ingår i släktet Senoculus och familjen Senoculidae.
Artens utbredningsområde är Panama. Inga underarter finns listade i Catalogue of Life.